# Boeing 200/221 Monomail
El Boeing Model 200 Monomail fue un avión de correos estadounidense de la década de 1930, construido por Boeing.

## Diseño y desarrollo
A diferencia de muchos biplanos de la época, el Monomail adoptó una configuración de ala baja única metálica en voladizo. El tren de aterrizaje retráctil y el fuselaje aerodinámico lo convirtieron en una aeronave muy eficiente. Un solo prototipo fue construido para ser evaluado por Boeing y el Ejército de los Estados Unidos (bajo la designación Y1C-18), pero no se materializó producción en masa, y el avión se unió a la flota de Boeing en la ruta de correo aéreo San Francisco-Chicago desde julio de 1931.
Se desarrolló una segunda versión llamada Model 221, con un fuselaje extendido 8 pulgadas (20 cm) que sacrificaba parte de su capacidad de carga a cambio de llevar a seis pasajeros en una cabina cerrada; sin embargo, el piloto se sentaba en una cabina abierta. Esta versión voló por primera vez el 18 de agosto de 1930. Tanto el Model 200 como el Model 221 fueron finalmente modificados para realizar el servicio transcontinental como Model 221A, con leves extensiones del fuselaje para darles a ambos una cabina para ocho pasajeros. Estos aviones volaron en la ruta Cheyenne-Chicago, operados por United Airlines.
El avanzado diseño del Monomail estuvo dificultado por la falta de una tecnología adecuada de motores y hélices. Para cuando las hélices de paso variable y motores más potentes estuvieron disponibles, el diseño había sido superado por aeronaves polimotor, incluyendo el propio 247 de Boeing. Aun así, muchos de los avances del Monomail se incorporaron a los diseños de los bombarderos y cazas más adelantados de principios de los años 30, el Boeing YB-9 y el Model 248 (más tarde desarrollado en el P-26 Peashooter del USAAC), respectivamente.

## Variantes
Model 200
Avión de correos; uno construido.
Model 221
Avión de correos con capacidad para 6 pasajeros; uno construido.
Model 221A
Model 200 y 221 convertidos en aviones de 8 pasajeros.
Y1C-18
Designación dada por el USAAC al Model 200 para su evaluación.

## Operadores
Estados Unidos
- Boeing Air Transport
- United Airlines

## Especificaciones (Model 221)

### Características generales
- Tripulación: Uno (piloto)
- Capacidad: Seis pasajeros
- Longitud: 12,8 m (41,8 ft)
- Envergadura: 18 m (59,1 ft)
- Perfil alar: Boeing 106
- Peso cargado: 3628,7 kg (7997,7 lb)
- Planta motriz: 1× motor radial de nueve cilindros en una fila y refrigerado por aire Pratt & Whitney R-1860 Hornet B.
  - Potencia: 429 kW (591 HP; 583 CV)

### Rendimiento
- Velocidad máxima operativa (Vno): 254 km/h (158 MPH; 137 kt)
- Velocidad crucero (Vc): 217 km/h (135 MPH; 117 kt)
- Alcance: 925 km (499 nmi; 575 mi)
- Techo de vuelo: 4481 m (14 700 ft)

## Aeronaves relacionadas

### Aeronaves similares
- Lockheed Orion
- Northrop Alpha

### Secuencias de designación
- Secuencia Numérica (interna de Boeing): ← 100 - 101 - 102 - 200 - 202 - 203 - 204 -- 214 - 215 - 218 - 221 - 222 - 223 - 226 →
- Secuencia C-_ (Aviones de Carga del USAAC/USAAF/USAF, 1924-1962)): ← C-15 - C-16 - C-17 - C-18 - C-19 - C-20 - C-21 →

## Galería

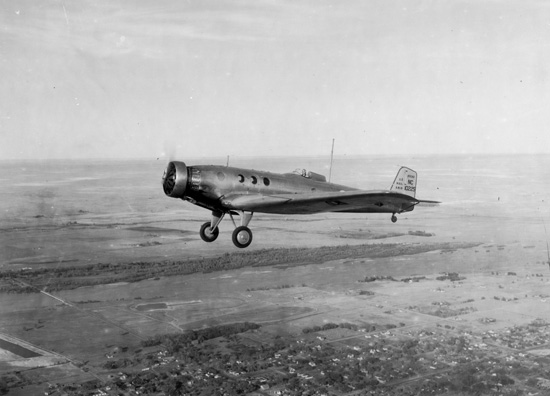
Boeing Mod. 200